# Manuel Zelaya
José Manuel Zelaya Rosales (f. 20. september 1952) var Honduras venstreorienterede og liberale præsident fra 2006 til han den 28. juni 2009 blev afsat af militæret efter ordre fra landets højesteret. Han flygtede efterfølgende til Costa Rica, hvor han søgte asyl. 
Han samarbejdede med flere socialistiske præsidenter rundt omkring i latinamerika, bl.a Venezuelas antiamerikanske præsident Hugo Chavez. 
Han er i modsætning til mange af sine partikammerater meget socialliberal, og har lovet at hjælpe landets mange fattige mennesker. 
Zelaya er tidligere forretningsmand. Han var medlem af nationalforsamlingen i perioden 1985-98. 